# Ingeniería de minas

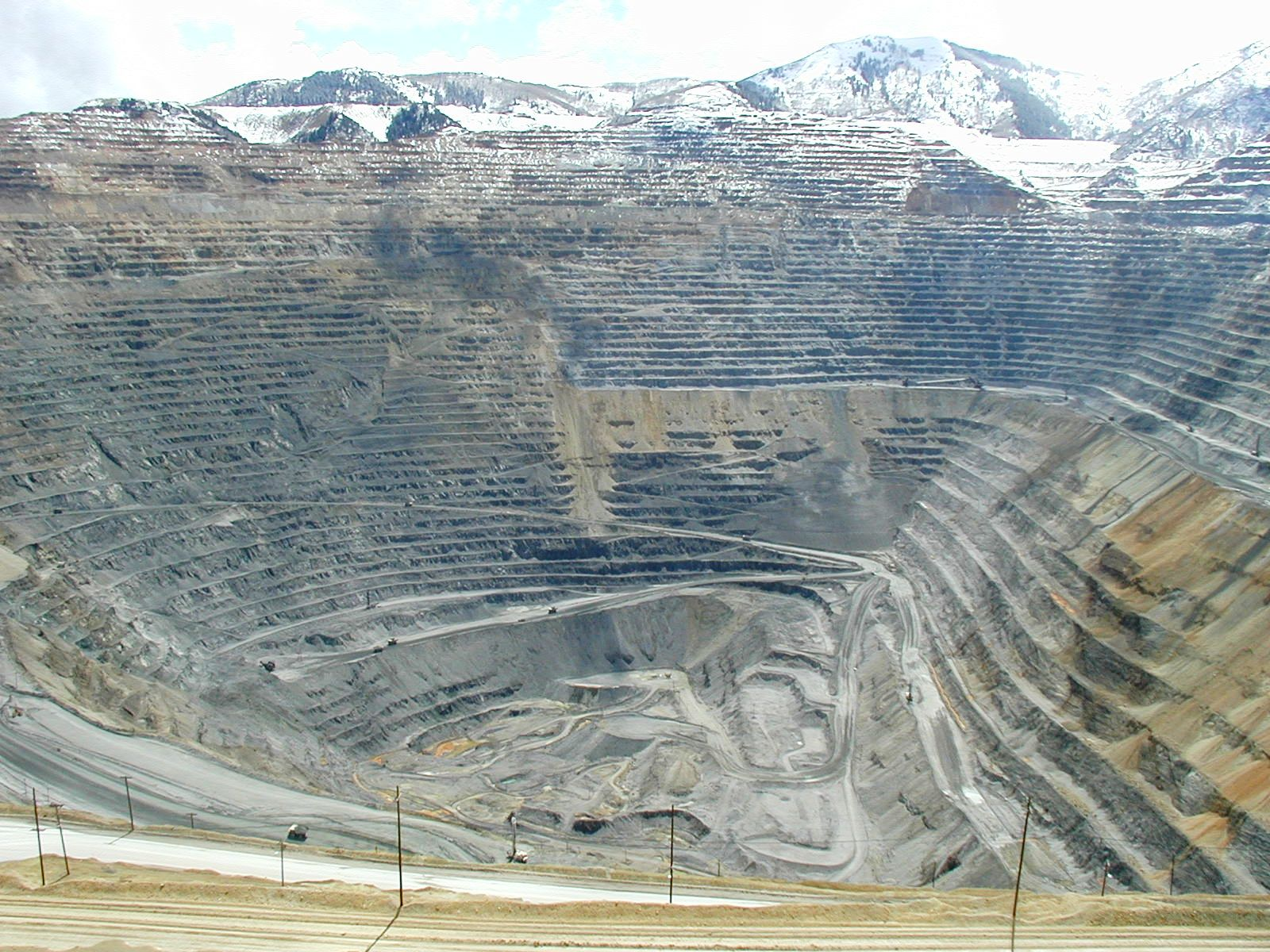

La ingeniería de minas es la rama de la ingeniería que se ocupa de la extracción de los recursos minerales. Teniendo en cuenta la mayor especialización que cada vez requiere la sociedad. La ingeniería de minas centra sus esfuerzos en actividades como:
- La extracción mediante técnicas y labores mineras de los recursos minerales. El conocimiento y el uso en la ingeniería de explosivos.
- Obtención de licencias y ejecución de planes de labores así como planificación.
- Ingeniero de operaciones in situ en mina.

El Ingeniero de Minas tiene un vínculo directo con industrias como podrían ser la industria energética, o la geológica. Pero cada vez y a medida que la sociedad se desarrolla en sus ámbitos educativos van surgiendo nuevas profesiones de especialización. De esta forma el Ingeniero de Minas tiende a actuar más como un gestor de los factores de extracción en las explotaciones mineras.
El Ingeniero de Minas desarrolla un papel relevante en la Economía, ya que muchos países que tienen un alto porcentaje  PBI de industria extractiva minera como Chile, Canadá, Australia, Sudáfrica o Perú. 
En otros países la aportación de la Industria Minera puede tener una aportación inferior al PBI: 
- Países que importan recursos mineros de regiones con minerales de mayor calidad o más competitivos.
- Países con una economía centrada más en los servicios o el turismo.
- Países con una economía tecnológica o industrial.

Es el titulado que desempeña la actividad profesional de gestionar desde la extracción los recursos naturales. Su formación incluye conocimientos relativos a la geología, materiales, medio ambiente y una larga lista de disciplinas con objeto de la conseguir una extracción de recursos minerales demandados por la población.
- Extracción de recursos minerales: explotación de minas subterráneas, minas a cielo abierto, etc.

Estas especialidades engloba explotaciones mineras y canteras, túneles y taludes, infraestructuras de ingeniería civil, sondeos, geofísica y geoquímica, explosivos, fotogrametría y teledetección, hidrología y medioambiente. En los últimos años se ha experimentado un auge en rocas ornamentales en el ámbito profesional.
La formación en geología y en geotecnia es fundamental, habiendo desde los inicios notables investigadores y científicos especialistas en este campo, como por ejemplo Guillermo Schulz o Casiano de Prado
Un ingeniero de minas tiene los conocimientos específicos para su especial aplicación, gestión y dirección, al aprovechamiento de los recursos naturales de la Tierra, aplicación de los mismos en la construcción de los materiales necesarios para el desarrollo de la sociedad actual y futura; así como la creación y manejo adecuado de las fuentes de energía. Todo ello manteniendo el equilibrio con la naturaleza, siendo el ingeniero de minas un experto en la creación de riqueza y desarrollo sostenido, compatible con el resto de actividades que la sociedad demanda.

## Ingeniería de Minas en América Latina
La especialización de la industria requiere en estos países un Ingeniero de Minas que centre su atención en la extracción minera.
Además cabe mencionar que es de las profesiones mejores pagadas en Latinoamérica.
En las explotaciones mineras de América Latina algunas de las cuales son de las más importantes del mundo. las funciones del ingeniero de minas quedan realmente marcadas recibiendo apoyos de profesionales como el Geólogo para la prospección, Ingeniero Civil y/o Ingeniero Geólogo para la obra subterránea, el Ingeniero Electricista para las instalaciones eléctricas, el Ingeniero Mecánico para maquinaria e instalaciones de procesamiento de minerales.
El Ingeniero de Minas en América Latina es un ingeniero más especializado centrado en la planificación minera y gestión de la explotación. A diferencia del sistema educativo español que recibió influencias del francés, el Ingeniero de Minas de América Latina dispone de una formación más práctica y centrada en el campo de la exploración, extracción y tratamiento de recursos mineros. 
El Real Seminario de Minería de la Nueva España fue la primera escuela americana destinada a enseñar la técnica de minas, con sede en la Ciudad de México, su origen estuvo relacionado con las reformas borbónicas para el impulso de la industria minera y es considerado el antecesor directo de todas las escuelas de ingeniería y ciencias de México.
En el Perú, la especialidad de Ingeniería de Minas se encuentra entre las carreras con mayor proyección al futuro, esto debido a la tradición minera peruana que viene desde culturas prehispánicas, El primer centro de estudios con esta especialidad fue la Universidad Nacional de Ingeniería (Perú), fundada por Don Eduardo de Habich en 1876 como Escuela Especial de Ingenieros de Construcción Civiles y Minas, contando con un gran prestigio latinoamericano, con un examen de admisión muy exigente, especialistas en trabajo superficial y trabajo subterráneo.
El Ingeniero Civil de Minas de la Universidad de Atacama, se encuentra entre los Jefes de turnos más valorados por la industria en toda América Latina. Las razones de ello son una formación específica y centrada en las necesidades del empresario minero el alto vínculo que hay entre la empresa y la universidad disponiendo de convenios de formación y de integración. Las empresas mineras suelen reclutar a recién egresados de esta universidad y les proporcionan formación específica creando un profesional integral, versátil y de amplia proyección internacional tanto en América Latina como en otros países de habla hispana. Por otro lado, el Ingeniero Civil de Minas de la Universidad de Chile proviene de la Escuela de Ingeniería más antigua del país, con una sólida formación en investigación, desarrollo de proyectos y manejo organizacional, logrando que sus egresados sean reconocidos a nivel internacional en países como Canadá, Australia, Inglaterra, China, entre otros; convirtiéndose en referentes y permitiendo desarrollar e innovar de acuerdo a las verdaderas necesidades de la industria nacional e internacional.
Explotación
Está a cargo del diseño, la operación y gestión de faenas mineras tanto en las etapas de prospección, exploración como explotación de la mina; investigando, adaptando, y desarrollando tecnologías que permitan mejorar cada una de dichas etapas.
Como por ejemplo, una de estas operaciones es la "perforación" de la roca para que pueda ser extraída, luego viene la "tronadura" donde con explosivos se quiebra el material para luego ser cargado en una flota de camiones que lo transportan fuera de la mina. Aquí debe proveer tecnologías de perforación, realizar análisis de tronaduras y estudio del transporte.
Posteriormente este material es llevado al "chancador" que es el que se encarga de reducir el tamaño de las piedras que contienen el mineral. Debe cerciorarse que el material que de aquí salga hacia las siguientes etapas del proceso, cumpla con determinadas características de ley (porcentaje de mineral en él), humedad, etc.

## España
La formación del Ingeniero de Minas en España comienza con enseñanzas generalistas que servirán de base para las disciplinas posteriores de la carrera. Actualmente consta de cuatro itinerarios fundamentales a elegir:
- Explotación de Minas: extracción de recursos minerales.
- Mineralurgia y Metalurgia: proceso y tratamiento en planta. Fábricas sidero-metalúrgicas.
- Combustibles y Energía: todo lo relativo a la generación y distribución de energía.
- Geología: prospección e investigación de yacimientos.

Las titulaciones universitarias anteriores al llamado Proceso de Bolonia relativas a la ingeniería de minas eran:
- Ingeniero de minas (5-6 años).
- Ingeniero técnico de minas (3 años).

En la actualidad y tras la implantación del Espacio Europeo de Educación Superior, para el ejercicio de las profesiones de Ingeniero de Minas e Ingeniero Técnico de Minas es preciso haber cursado previamente estudios universitarios habilitantes:
- Ingeniero técnico de minas: Grado de 240 ECTS
- Ingeniero de minas: Grado de 240 ECTS + Máster de 90-120 ECTS

La Academia de Minas de Almadén fue la primera escuela de ingeniería en España y la cuarta del mundo, después de las de Freiberg (Sajonia) en 1767, Schemnitz (Hungría) en 1770 y el Instituto Especial de Minas de San Petersburgo (Rusia) en 1772. Fue creada durante el reinando de Carlos III, por la Real Orden de 14 de julio de 1777, siendo su primer director el alemán Enrique Cristóbal Störr. La Escuela Técnica Superior de Ingenieros de Minas de Madrid surge a partir del traslado de parte de los estudios impartidos en la de Almadén en 1835, quedando la Academia de Minas de Almadén como Escuela Práctica de Minería, según la Real Orden de 3 de abril de 1835(2). Esta última es en la actualidad la Escuela de Ingeniería Minera e Industrial de Almadén.
Existen otras escuelas en España que imparten los estudios superiores, tales como la Escuela de Ingeniería de Minas, Energía y Materiales de Oviedo y la Escuela de Ingenierías de Minas y Energía de Vigo, que comenzaron a impartirlos en 1959 y 1992, respectivamente. Ya en el siglo XXI, la Escuela Superior y Técnica de Ingenieros de Minas de León comenzó a impartir las enseñanzas de segundo ciclo de Ingeniero de Minas, así como la Escuela Politécnica Superior de Ingeniería de Manresa.
Los títulos de Grado son impartidos también en distintas escuelas politécnicas que impartían Ingeniería Técnica de Minas antes de que el Proceso de Bolonia entrara en vigor, a saber: Escuela Politécnica Superior de Linares, que comenzó a formar Ingenieros de Minas en el año 1892, en aquel momento conocida como Escuela de Capataces de Minas, Escuela Politécnica Superior de Ávila, Escuela Politécnica Superior de Belmez, Escuela Técnica Superior de Ingeniería de Caminos, Canales y Puertos e Ingeniería de Minas de Cartagena, Escuela Técnica Superior de Ingeniería de Huelva Archivado el 4 de septiembre de 2019 en Wayback Machine., Escuela Politécnica de Mieres y Escuela Politécnica de Ingeniería de Minas y Energía de Torrelavega.

## Países anglosajones
En países como Reino Unido, Canadá, Estados Unidos el ingeniero de minas está orientado a la extracción de los recursos minerales para abastecer a la sociedad. Sus funciones por lo general están dirigidas a la planificación minera.

## Ingenierías afines a la Ingeniería de Minas
La Ingeniería de Minas está en relación con otras disciplinas de la ingeniería y la ciencia de las cuales se nutre. En la actividad profesional de la Ingeniería de Minas hay aportaciones de otros profesionales como por ejemplo:
- El agua en considerado un mineral pero es más frecuente en España encontrar a Ingenieros de Caminos y Geólogos en la gestión de los recursos hídricos, aguas subterráneas, aguas minerales y gestión de aguas de pantanos.
- El Geólogo, el Ingeniero en Geofísica, se dedica a la exploración, localización y prospección de recursos, tanto energéticos, minerales o de cualquier fin industrial. Desde recursos minerales, petróleo, energía solar o biocombustibles, así como su explotación.
- El Ingeniero Geólogo es una formación que parte de la intensificación de Geología junto con formación específica de los ingenieros civiles.
- Los Ingenieros Civiles o Ingenieros de Caminos tienden a centrarse en la gestión de obra civil e ingeniería del transporte.
- El Ingeniero Geotécnico es especialmente frecuente en el desarrollo de minas de gran profundidad.
- Los ingenieros industriales, Ingenieros de Petróleo, se dedican las plantas de gestión de recursos energéticos, plataformas de extracción, refinerías.
- Ingenieros Industriales e Ingenieros de Energía abarcan las centrales térmicas, solares, eléctricas, etc.
- El Ingeniero de Energía tiene su origen en la Ingeniería Industrial y en la Intensificación de Energía y Combustibles disponiendo de asignaturas tecnológicas sobre energía eléctrica, térmica y frigorífica, hidráulica, solar térmica y fotovoltaica, eólica, nuclear, biomasa, hidrocarburos y combustibles complementarios. En investigación destaca el estudio y desarrollo de nuevas fuentes de energía con especial atención a las energías renovables.
- El Ingeniero Industrial, Materiales e Ingenieros Mecánicos desarrollas las plantas de procesamiento, metalurgia y mineralurgia de los minerales extraídos.
- Ingeniería de combustibles, Ingenieros Químicos a los procesos de refinerías.
- El Ingeniero de Petróleo se centra más en la extracción de este recurso mientras que el Ingeniero de Geofísica y el Geólogo puede centrarse más a la exploración.
- La Ingeniería Medioambiental encuentra una formación más especializada tanto en geólogos como en ingenieros de minas dentro de su intensificación de medioambiente aplicada a la mineraía.
- El Ingeniero de Materiales parte de Ingeniería Industrial y de Caminos además de la Intensificación de Materiales y Metalurgia que comprende metalurgia, siderurgia, mineralurgia, materiales cerámicos, plásticos y polímeros, y reciclado de metales. En investigación destaca la bioingeniería.